# Julie McDonald
Julie McDonald (Australia, 14 de mayo de 1970) es una nadadora australiana retirada especializada en pruebas de estilo libre, donde consiguió ser medallista de bronce olímpica en 1988 en los 800 metros.

## Carrera deportiva
En los Juegos Olímpicos de Seúl 1988 ganó la medalla de bronce en los 800 metros libre, con un tiempo de 8:22.93 segundos, tras la estadounidense Janet Evans y la alemana Astrid Strauß.
Y en Campeonato Pan-Pacífico de Natación celebrado en Brisbane en 1987 ganó el oro en los 800 metros y la plata en los 400 metros estilo libre.